# Cantenay-Épinard
Cantenay-Épinard é uma comuna francesa na região administrativa da Pays de la Loire, no departamento de Maine-et-Loire. Estende-se por uma área de 16,1 km². Em 2010 a comuna tinha 2 352 habitantes (densidade: 146,1 hab./km²).